# Гехакерт
Гехакерт (арм. Գեղակերտ) — село в марзе Армавир (Армения). Село расположено в 4 км к северо-западу от Вагаршапата, в 12 км к востоку от Армавира и в 18 км к западу от Еревана. Село расположено в плодородной Араратской долине, где отмечается высокая плотность населения. С востока расположено село Овтамеч, с севера Цахкаландж, с запада Айтах, а с юга трасса, которая соединяет административный центр марза — город Армавир с крупнейшим городом марза Вагаршапатом и со столицей Армении Ереваном.

## Выдающиеся уроженцы
Саркисян, Юрий Отеллоевич — известный австралийский, ранее советский, армянский тяжелоатлет, трёхкратный чемпион СССР (1983, 1984, 1987), двукратный чемпион Европы и мира (1982, 1983), призёр олимпийских игр (1980), многократный рекордсмен мира. Заслуженный мастер спорта СССР (1982).